# ボリビア軍
ボリビア軍（ボリビアぐん、スペイン語: Fuerzas Armadas de Bolivia）は、ボリビアの軍事組織。
2007年時点で三軍種の総員46,100人。
ボリビア大統領の指揮の下、国防大臣を通じて文民統制を受ける。
国防省傘下の陸海空の三軍および国家警察がある。

## 組織構成

### 陸軍
陸軍は国内を6つの軍管区に区分し、10個ある師団を基本戦略単位部隊とし、その他の部隊・機関から成る。

### 海軍
海軍は国内を3つの海軍管区に区分し、内水河川の防衛警備にあたる。約1,700人規模の海兵隊がある。

### 空軍
空軍は4個の航空旅団とその他の部隊・機関から成る。通常の軍務以外にTAMとTABの運営にも当たる。

## 国家警察
準軍事組織として国家警察（es:Policía Nacional de Bolivia）が存在する。総員31,000人が所属し、国内の治安維持に当たる。